# Обрад Милинковић
Обрад Милинковић (1874-1915) био је драгачевски каменорезац из села Котража. Вешт занатлија. Израдио више десетина споменика и крајпуташа у родном селу и околини.
У споменике од пешчара урезивао је крстове и различите хришћанске симболе; флоралне фризове и орнаменте; представе голубова који зобљу грожђе; оружје и војничка знамења; алате и различите предмете који ближе описују личност и друштвени положај покојника.
Лепим, правилним словима у епитафе уносио је бројне биографске податке о покојницима.
Рањен у Првом светском рату. Умро 1915. године у болници у Чачку.